# G. Szabó Hunor
G. Szabó Hunor (Mezőtúr, 1979. március 3. –) magyar dobos, dzsesszzenész

## Pályafutása
Már gyerekkorában is érdekelte a zene. Először gitározni, majd dobolni kezdett. Miután leérettségizett, Budapestre költözött, ahol zeneelméletet és zongorát tanult. 1999-2004 között a Liszt Ferenc Zeneművészeti Főiskolára járt, ahol jazzdob szakon végzett. 
Amellett, hogy dobolt, például Jónás Vera zenekarában és még rengeteg másik zenekarban közreműködik, 2008-ban megalapította a The Qualitons együttest. A zenekar a 60-as, 70-es évek zenéjét idézi. 
Eleinte Kovács Kati kísérő zenekara volt, majd önálló karrierbe kezdtek. Ők voltak az első magyar zenekar, amely az Egyesült Államokban a KEXP rádióműsorban fellépett. Az együttesben G. Szabó a frontember, a fő zeneszerző, a ritmusgitáros, az énekes, emellett még dobol is. A The Qualitons mellett rengeteg másik zenekarban dobol, illetve gitározik.
Testvére Szávai Viktória színésznő. Párja Németh Juci énekesnő. Gyermekük 2018-ban született.

## Zenekarai
- Jónás Vera Experiments
- Egy Kiss Erzsi Zene
- Borbély Mihály Quartet
- Borbély-Dresch Quartet
- Smárton Trió
- Kardos Négyes
- Dzsindzsa
- The Qualitons

## Hangszerek
- dob
- gitár
- basszusgitár

## Diszkográfia

### Közreműködőként
- Misztrál-Ösvény (2002)
- Various – Jazz tanszak (2002)
- Kampec Dolores+Grencsó István – Koncert! (2003)
- Egy Kiss Erzsi Zene – Röné Álma (2004)
- Egy Kiss Erzsi Zene – Kinono (2006)
- Szilárd Mezei Ensemble – Nád (2008)
- Grencsó Open Collective With Lewis Jordan – Homespun In Black And White (2009)
- Dzsindzsa – Panther's Play (2009)
- Szilárd Mezei Szabad Quartet – Februári Fadöntés (2010)
- Gringo Sztár – Pálinka Sunrise (2011)
- Szilárd Mezei Szabad Quintet – Singing Elephant (2012)
- Sena Dagadu – Lots Of Trees (2013)
- Szilárd Mezei International Improvisers Ensemble – Karszt (2014)
- Dzsindzsa – (2016)
- Dzsindzsa – Ne Aggódj! (2019)

### The Qualitons
- Panoramic Tymes (2010)
- Tomorrow's News (2014)
- Echoes Calling (2018)
- Kexek (2019)

## Díjak
2019: Fonogram-díj (The Qualitons)